# Noordeinde (Oostzaan)
Noordeinde is een buurtschap in de gemeente Oostzaan, in de Nederlandse provincie Noord-Holland.
Noordeinde is een van de drie buurtschappen die oorspronkelijk het lintdorp Oostzaan vormen. Het is gelegen tussen De Heul/ De Haal en Kerkbuurt.

## Historie
Noordeinde werd net als de rest van de Oostzanerpolder viermaal getroffen door een watersnoodramp; in 1786 toen de dijk Achterdichting doorbrak, de tweede keer tijdens de stormvloed van 1825 toen het water over de Zuiderzeedijk bij de Stenen Beer van Durgerdam doorbrak. De derde en vierde keer gebeurden vlak achter elkaar; tijdens de stormvloed van 1916 liep het water over het Luyendijkje heen. De dijken bij Uitdam, Durgerdam en Katwoude waren al eerder in de nacht van 13 op 14 januari doorgebroken.
Op 16 februari liep de polder opnieuw onder door een stevige storm. Pas op 24 maart kon worden begonnen met de polder droog te maken, een karwei dat op 1 april klaar was. Bij de uitbreiding van Kerkbuurt en het noordelijke deel van Zuideinde in de loop van de 20e eeuw tot het dorpscentrum van Oostzaan werd ook het zuidelijkste punt van Noordeinde ontwikkeld. Zo ontstond ten noorden van Twistkeweg, die naar de sportvelden en het natuurgebied Het Twiske voert, een kleine nieuwbouw. Vlak bij de nieuwbouw zitten ook twee grote boerenbedrijven. Dit deel wordt soms bij wijkbuurt Kerkbuurt gerekend, maar valt het net als de rest van Noordeinde onder buurtwijk met de volle naam; De Haal en De Heul en Noordeinde.
De buurtschap Noordeinde geeft anno 2011 nog een goed beeld hoe het lintdorp Oostzaan eruitzag voor de grote uitbreidingen. Zo kan men er diverse afgeknotte houten stolpschuren vinden en net als in De Haal vindt men er een aantal houten hooihuizen uit de 19e eeuw. In de loop die eeuw (en ook 20e eeuw) zijn De Haal en Noordeinde, en ook De Heul met elkaar vergroeid geraakt. Het is ook die periode dat De Haal samen met De Heul daadwerkelijk tot het lintdorp Oostzaan worden gerekend. In De Haal was ook het treinstation gevestigd van Oostzaan, Station Oostzaan.
Dorp: Oostzaan     
Buurtschappen: Achterdichting · De Haal · De Heul · Kerkbuurt · Noordeinde · Zuideinde

Noord-Holland: Steden en dorpen in Noord-Holland      Nederland: Provincies · Gemeenten